# Municipio de Union (condado de Clark, Misuri)
El municipio de Union (en inglés: Union Township) es un municipio ubicado en el condado de Clark en el estado estadounidense de Misuri. En el año 2010 tenía una población de 313 habitantes y una densidad poblacional de 2,21 personas por km².

## Geografía
El municipio de Union se encuentra ubicado en las coordenadas 40°19′13″N 91°46′44″O / 40.32028, -91.77889. Según la Oficina del Censo de los Estados Unidos, el municipio tiene una superficie total de 141.82 km², de la cual 141 km² corresponden a tierra firme y (0,58 %) 0,82 km² es agua.

## Demografía
Según el censo de 2010, había 313 personas residiendo en el municipio de Union. La densidad de población era de 2,21 hab./km². De los 313 habitantes, el municipio de Union estaba compuesto por el 97,76 % blancos, el 0,96 % eran afroamericanos, el 0,32 % eran asiáticos y el 0,96 % eran de una mezcla de razas. Del total de la población el 0 % eran hispanos o latinos de cualquier raza.